# جورج باومان
جورج باومان (بالإستونية: Georg Baumann)‏ هو مصارع هاوي إستوني، ولد في 1 سبتمبر 1892 في سانت بطرسبرغ في روسيا، وتوفي في 1934 في شانغهاي في الصين.

## وصلات خارجية
- جورج باومان على موقع قاعدة بيانات المصارعة الدولية (الإنجليزية)
- جورج باومان على موقع اللجنة الأولمبية الدولية (الإنجليزية)
- جورج باومان على موقع أوليمبيديا (الإنجليزية)